# دستور السنة العاشرة
دستور السنة العاشرة (الفرنسية: Constitution de l'an X) كان دستورًا وطنيًا لفرنسا اعتُمد خلال العام العاشر في 16 تيرميدور (4 أغسطس) من التقويم الثوري الفرنسي (1802 في التقويم الميلادي). عدّل هذا الدستور دستور السنة الثامنة، مُراجعًا نظام القنصلية لتعزيز سلطة نابليون بونابرت بمنحه منصب القنصل الأول مدى الحياة. 
وقد تم تعديل كل من دستور العام العاشر ودستور العام الثامن بموجب دستور العام الثاني عشرة، الذي أسس الإمبراطورية الفرنسية الأولى مع نابليون كإمبراطور.